# 얀희 병원

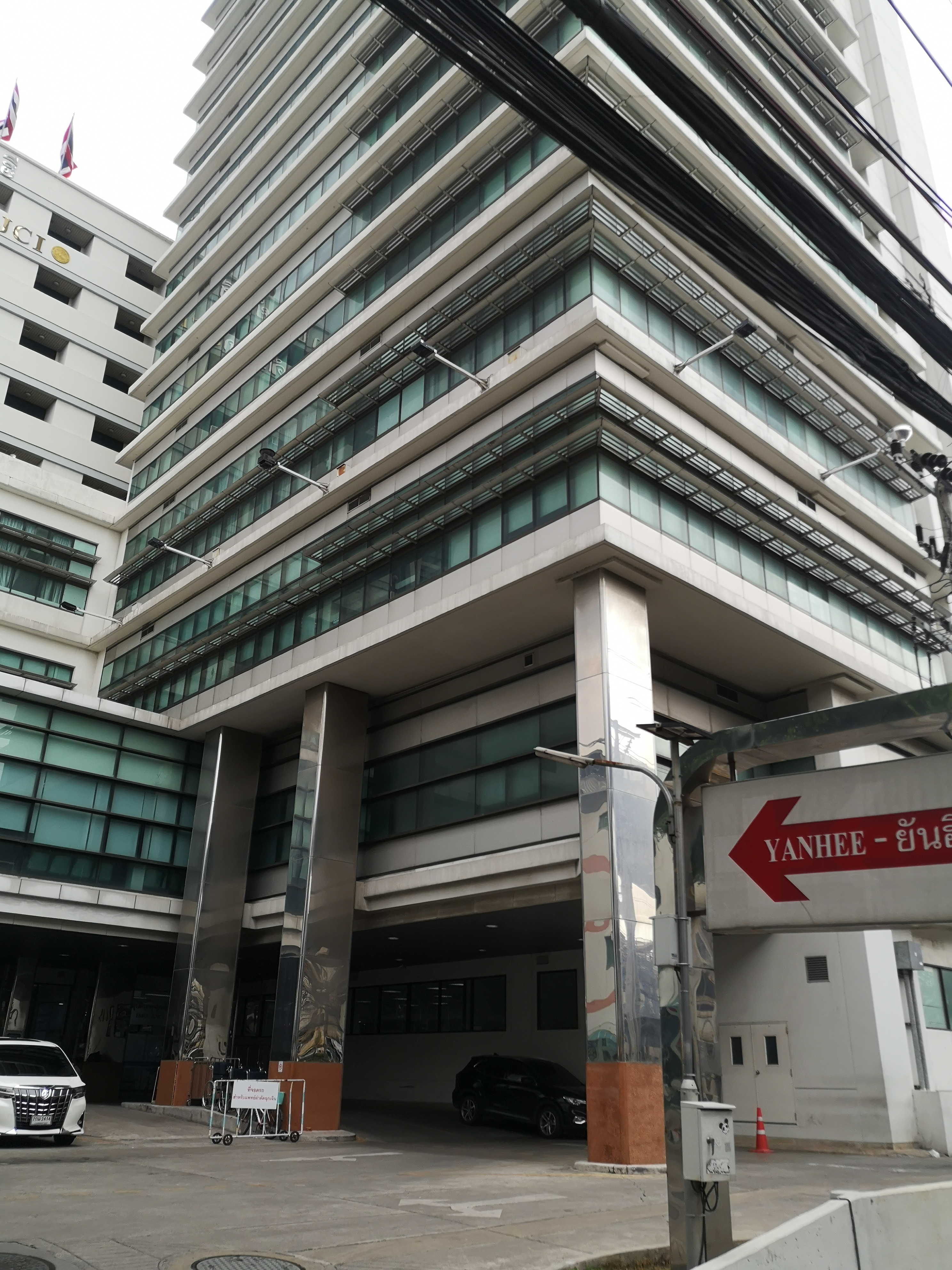

얀희 국제 병원(태국어: โรงพยาบาลยันฮี [roːŋpʰájaːbaːn jənhiː], YAHN-hee)은 태국 방콕에 있는 국제 병원으로 전 세계에서 오는 환자를 받는다. 특히 성형수술이 특화되어 있으며 성전환 수술로도 유명하다. 의료 관광도 하고 있다.
얀희병원은 15층 규모로 400여개의 환자 침상이 있으며, 150명의 상주의와 120명의 비상주 전문의, 800여 명의 간호 인력이 근무중이다. 추가로 95개의 외래 진료실과 12개의 대형 수술실, 30개의 중소형 수술실을 보유하고 있으며, 18배드의 중환자실, 응급실 등을 보유하고 있다.

## 인증 및 표준화
- ISO 9001 : 2000 (International Organization for Standardization)
- JCI (Joint Commission International) 미국 국제인증 / 2011년 1월 취득 - 2017년 1월까지 유효
- HA (Hospital Accreditation) 태국 우수병원 인증

## 수상 경력
세계적인 경제 월간지인 리더스 다이제스트(Reder's Digest) 아시아에서 매년 각 산업군을 대상으로 실시하는 소비자 신뢰브랜드 "Trust Brand"에서 2012년 Gold Trust Brand 로 선정했다. 네셔널 지오그래픽 채널(National Geographic Channel's)에서 성전환 수술의 특화된 병원으로 여러차례 소개, 특히 1998년 태국 룸피니 경기장에서 열린 대회에서 챔피언을 차지하였고 뷰티풀 복서로 영화화되어 유명한 태국인 Parinya Charoenphol 별칭 "농 툼"이 1999년 얀희 병원에서 성전환수술을 받은 것으로 유명하다.

## 개설된 크리닉
- 미용센터
- 심미 산부인과
- 비만 수술 센터
- 심장센터
- 건강검진 센터
- 성형외과
- 치과
- 피부과
- 장세척 센터
- 당뇨 센터
- 투석센터
- 이비인후과
- 임신 촉진 센터
- 위장 크리닉
- 일반외과
- 내과
- 제모센터
- 모발이식 센터
- 혈액투석 센터
- 고압산소 센터
- 영상의학과
- 레이저 피부 치료 센터
- 신경병리 센터
- 안과
- 응급실
- 소아과
- 신경정신과
- 산부인과
- 성전환 센터
- 비뇨기과
- 정맥류 센터

## 시설
| 36개의 개별 클리닉       | 500여개의 환자 침상     |
| 155개의 외래 환자 진찰실 | 12개의 대형 수술실      |
| 30개의 중소형 수술실     | 24시간 응급 캐어 시스템 |
| 18 배드의 집중 치료실    | 19개국 통역             |
| 500여개의 주차시설       | 1700여명의 의료스태프   |

## 같이 보기
- 의료관광